# Seleção Manesa de Futebol
A Seleção Manesa de Futebol é a equipe que representa a Ilha de Man em competições de futebol. Sua organização é responsável pela Associação de Futebol da Ilha de Man.

## História
A Ilha de Man não é afiliada à FIFA nem à UEFA, uma vez que a Associação de Futebol da Ilha de Man é membro da The Football Association, com um status semelhante ao de um condado inglês. Como não são membros tanto da FIFA quanto da UEFA, não podem disputar a Copa do Mundo nem a Eurocopa. A Ilha de Man, portanto, está limitada a diferentes formas de competição. A principal competição em que a seleção participa é o torneio bienal de futebol dos Jogos das Ilhas. Ganhou uma medalha de ouro em 2017 e três medalhas de prata em 1993, 1999 e 2003.
Eles jogam no Torneio Quadrangular Internacional, um torneio para equipes nacionais semi-profissionais e amadores da Ilha de Man, Escócia, República da Irlanda e Irlanda do Norte. Eles venceram o torneio em 2000, derrotando a Escócia por 1 a 0 na final, apesar da Ilha de Man possuir a única configuração totalmente amadora enquanto as outras equipes colocaram jogadores semi-profissionais.
Outra competição regular disputada é o Steam Packet Football Festival, que geralmente apresenta a Ilha de Man, juntamente com times de divisão inferior da The Football League. Seu melhor resultado até o momento no torneio foi a vitória contra o Burnley por 1–0 em 2000.
Na temporada 2005-2006, a equipe venceu a FA National League System Cup, uma competição para equipes amadoras que representam as ligas na Etapa 7 da National League System com algumas outras ligas permitidas pela FA. A Ilha de Man venceu por 4-0 a equipe da County League da Cambridgeshire Football Association na final e representou a Inglaterra na Taça das Regiões da UEFA.
Em 2014, uma nova equipe, Ellan Vannin, foi criada pela Associação Manesa de Futebol Independente para entrar na ConIFA e competir na Copa do Mundo ConIFA. Ao contrário da equipe oficial da Ilha de Man, que é composta apenas por jogadores da Liga de Futebol da Ilha de Man, Ellan Vannin permitirá que apenas aqueles com vínculos maneses joguem para eles, de acordo com as regras de elegibilidade da FIFA. Inicialmente, a IoMFA estava relutante em permitir que a MIFA administrasse o lado de Ellan Vannin, mas as duas associações concordaram em trabalhar juntas em fevereiro de 2014 para permitir que o lado da IoMFA e Ellan Vannin continuassem.